# Cyclocross-Weltmeisterschaften 2003
Die Cyclocross-Weltmeisterschaften 2003 wurden am 1. und 2. Februar im italienischen Monopoli ausgetragen. Der Parcours lag unmittelbar an der Adria-Küste südlich der Stadt, an derselben Stelle, wo 2001 bereits ein Weltcup-Rennen stattgefunden hatte. Streckenbauer war der zweifache ehemalige Amateur-Weltmeister Vito Di Tano, der aus Monopoli stammt.

## Ergebnisse

### Männer
| Platz | Land    | Sportler        |
| ----- | ------- | --------------- |
| 1     | Belgien | Bart Wellens    |
| 2     | Belgien | Mario De Clercq |
| 3     | Belgien | Erwin Vervecken |

### Frauen
| Platz | Land        | Sportler             |
| ----- | ----------- | -------------------- |
| 1     | Niederlande | Daphny van den Brand |
| 2     | Deutschland | Hanka Kupfernagel    |
| 3     | Frankreich  | Laurence Leboucher   |

### Junioren
| Platz | Land        | Sportler            |
| ----- | ----------- | ------------------- |
| 1     | Niederlande | Lars Boom           |
| 2     | Niederlande | Eddy van IJzendoorn |
| 3     | Tschechien  | Zdeněk Štybar       |

### U 23
| Platz | Land        | Sportler              |
| ----- | ----------- | --------------------- |
| 1     | Italien     | Enrico Franzoi        |
| 2     | Belgien     | Wesley Van Der Linden |
| 3     | Niederlande | Thijs Verhagen        |